# تشارلز كاندي
تشارلز كاندي (بالإنجليزية: Charles Candy)‏ هو عسكري أمريكي، ولد في 7 أغسطس 1832 في ليكسينغتون في الولايات المتحدة، وتوفي في 28 أكتوبر 1910 في دايتون في الولايات المتحدة.